# Strada statale 355 di Val Degano
La ex strada statale 355 di Val Degano (SS 355), ora strada regionale 355 della Val Degano (SR 355) in Friuli-Venezia Giulia e strada regionale 355 di Val Degano (SR 355) in Veneto, è una strada regionale italiana, che collega la Carnia con il Comelico (Alto Cadore). Inizia a Villa Santina, in provincia di Udine, e termina a Santo Stefano di Cadore, in provincia di Belluno.

## Percorso
Inizia a Villa Santina dalla strada statale 52 Carnica, anch'essa diretta in Cadore tramite il passo della Mauria. Si dirige verso nord raggiungendo la valle del torrente Degano (da cui il nome). Raggiunge il comune di Ovaro, il comune di Comeglians, dove incrocia la strada statale 465 della Forcella Lavardet e di Valle San Canciano e successivamente il comune di Rigolato. Dopo Rigolato tende a dirigersi a nord-ovest e qui inizia un tratto extraurbano, dove attraversa la galleria di Tors inaugurata il 30 agosto 2007.
La galleria di Tors (1250 metri) sostituisce il vecchio tracciato tortuoso e stretto, dove è presente un breve tunnel.
Superata la galleria di Tors entra a Forni Avoltri, dove abbandona la val Degano. La strada attraversa un tornante e tende a dirigersi a sud-ovest superando le località di Cinios e Pian di Luzza. Dopo Pian di Luzza inizia la salita per Cima Sappada: la strada supera quattro tornanti, di cui due inframmezzati da un rettilineo. Successivamente attraversa due brevi gallerie scavate in roccia viva unite da un pezzo artificiale. Attraversato il tunnel sale a Cima Sappada, dove entra nella valle del Piave. Scende da Cima Sappada tramite un tornante e attraversa il centro abitato di Sappada. Uscita da Sappada entra in Veneto e corre parallelamente al Piave per tutto il suo rimanente tracciato. Attraversa il monte Terza Piccola tramite la galleria Salafossa, incrocia la strada per salire in val Visdende ed entra in Comelico attraversando le frazioni di Presenaio e Mare del comune di San Pietro di Cadore. Successivamente entra in comune di Santo Stefano di Cadore, attraversando le frazioni di Campolongo, dove interseca nuovamente la SS 465, e di Borgata Cunettone e termina attraversando il centro di Santo Stefano di Cadore, dove si innesta sulla strada statale 52 Carnica.

### Tabella percorso
| Statale 355 della Val Degano |                                               |      |      |           |
| Tipo                         | Indicazione                                   | ↓km↓ | ↑km↑ | Provincia |
|                              | Villa Santina - SS 52 Carnica                 | 0,0  | 49,4 | UD        |
|                              | Raveo - SP 35 di Esemon                       | 0,9  | 48,5 | UD        |
|                              | Bivio per Muina                               | 6,7  | 42,7 | UD        |
|                              | Ovaro - SP 123 dello Zoncolan                 | 9,7  | 39,7 | UD        |
|                              | SP 465 della Forcella Lavardet - Val Pesarina | 12,2 | 37,2 | UD        |
|                              | Comeglians                                    | 13,4 | 36,0 | UD        |
|                              | Rigolato                                      | 18,7 | 30,7 | UD        |
|                              | Galleria Tors (1.250 mt)                      | -    | -    | UD        |
|                              | Forni Avoltri                                 | 26,0 | 23,4 | UD        |
|                              | Galleria Cleva (160 mt)                       | -    | -    | UD        |
|                              | Sappada                                       | 36,7 | 12,7 | UD        |
|                              | Confine di Regione                            | 38,1 | 11,3 | UD/BL     |
|                              | Galleria Val Visdende (450 mt)                | -    | -    | BL        |
|                              | Campolongo - SP 465 della Forcella Lavardet   | 46,8 | 2,6  | BL        |
|                              | S. Stefano di Cadore - SS 52 Carnica          | 49,4 | 0,0  | BL        |

## Gestione
In seguito al decreto legislativo n. 112 del 1998, dal 1º ottobre 2001 la gestione del tratto veneto è passata dall'ANAS alla Regione Veneto; dal 20 dicembre 2002 la gestione di tale tratto è ulteriormente passata alla società Veneto Strade.
Dal 1º gennaio 2008 la gestione del tratto friulano è passata alla Regione Friuli-Venezia Giulia, che ha provveduto al trasferimento delle competenze alla società Friuli Venezia Giulia Strade S.p.A.

## Influenza culturale
Negli anni 1990 uscì un fumetto in lingua Friulana di Andrea Venier, riguardo alle problematiche di questa strada statale.